# Azincourt
Azincourt è un comune francese di 308 abitanti situato nel dipartimento del Passo di Calais nella regione dell'Alta Francia. Talvolta è indicato con la grafia inglese Agincourt. Nei pressi di questa località, il 25 ottobre 1415 si svolse la celebre battaglia.

## Società

### Evoluzione demografica
Abitanti censiti